# بازگشت به زندگی گذشته

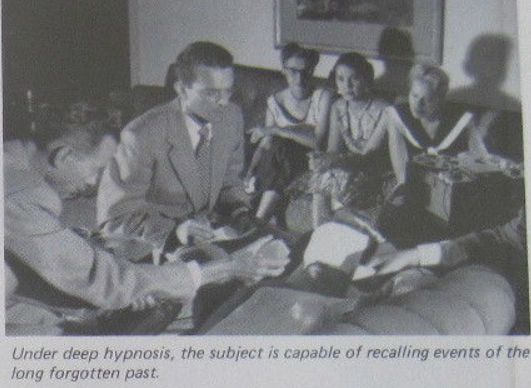
بازگشت

بازگشت به زندگی گذشته روشی است که از هیپنوتیزم برای بازیابی آنچه به باور پزشکان خاطره‌های زندگی گذشته یا تجسم‌های گذشته است، استفاده می‌کند. این عمل به طور گسترده‌ای توسط پزشکان، بی‌اعتبار و غیرعلمی قلمداد می‌شود و کارشناسان معمولاً ادعاهای مربوط به خاطرات به دست آمده از زندگی گذشته را خیال‌پردازی یا توهم یا نوعی افسانه‌سازی می‌دانند. بازگشت به زندگی گذشته معمولاً یا به دنبال یک تجربه معنوی یا در یک محیط روان درمانی انجام می‌شود. اکثر مدافعان آزادانه به عقاید در مورد زندگی‌های متوالی پایبند هستند،  اگرچه سنت های مذهبی که زندگی‌های متوالی را در بر می‌گیرند، به طور کلی ایده خاطرات سرکوب شده زندگی های گذشته را شامل نمی‌شوند. 
در تکنیک مورد استفاده در طی بازگشت به زندگی گذشته شخص سوژه در حالی که هیپنوتیزم شده است به یک سری از سوالات برای آشکار کردن هویت و وقایع زندگی ادعایی گذشته، پاسخ می‌دهد. استفاده از هیپنوتیزم و سوالات مطرح کننده می‌تواند موضوع را به خصوص دارای خاطرات تحریف شده یا دروغین کند.  منبع خاطرات به احتمال زیاد رمزنگاری و تنظیم‌هایی است که تجربیات، دانش، تخیل و پیشنهادها یا راهنمایی های هیپنوتیزور را تلفیق می‌کند تا یادآوری وجود قبلی. پس از ایجاد ، این خاطره‌ها با خاطره‌های مبتنی بر وقایع رخ داده در طول زندگی سوژه قابل تشخیص نیستند.   بررسی خاطرات گزارش شده در طی فرایند بازگشت به زندگی گذشته نشان داد که آنها حاوی نادرستی های تاریخی هستند که از اعتقادات رایج در مورد تاریخ، فرهنگ عامه پسند مدرن یا کتاب هایی که درباره وقایع تاریخی بحث می کنند نشات می گیرد. آزمایش های انجام شده در افراد تحت فرایند بازگشت به زندگی گذشته نشان می‌دهد که اعتقاد به زندگی‌های متوالی و پیشنهادهای هیپنوتیزم‌کننده دو عامل مهم در مورد محتوای خاطرات گزارش شده هستند.  

## تاریخچه

### دین
در قرن 2 قبل از میلاد، دانشمند هندو پتنجلی، در یوگای سوترا خود، در مورد ایده بارگیری روح بر اثر انباشتبرداشت‌ها به عنوان بخشی از کارما از زندگی‌های قبلی بحث کرد.  پتنجلی روند بازگشت به زندگی گذشته را prati-prasav (به معنای واقعی کلمه "تولد معکوس") خواند و آن را به عنوان حل مشکلات فعلی از طریق خاطرات زندگی گذشته دانست. بعضی از انواع یوگا همچنان از پراتی-پراساو به عنوان یک تمرین استفاده می کنند. 
در افسانه‌های مذهبی چین، خدای منگ پو، همچنین به عنوان "بانوی فراموشی" شناخته می‌شود، مانع می‌شود ارواح زندگی‌های گذشته‌ی خود را به خاطر بیاورند: او نوشیدنی تلخ و شیرینی به آنها می‌دهد که قبل از سوار شدن بر چرخ زندگی‌های متوالی، تمام خاطرات را پاک می‌کند. 
بازگشت به زندگی گذشته را می توان در جینیسم یافت. هفت حقیقت جینیسم با روح و وابستگی آن به کارما سروکار دارد. حقیقت چهارم، باندا، به ما می‌گوید که کارما می‌تواند به روح شما بچسبد. با این حال، حقیقت هفتم، موکشا، به ما می‌گوید که برای رهایی از چرخه تولد دوباره و مرگ، باید کارما را از روح جدا کرد.  برای اینکه بفهمید چه چیزی به روح شما پیوند دارد، می توانید در "جاتی سامران" شرکت کنید. جاتی سامران به یاد آوردن زندگی های گذشته است 